# Fatoumata Coulibaly
Somé Fatoumata Coulibaly nascuda a Bamako, a la fi de la dècada de 1950 és una actriu, directora de cinema, periodista i activista contra la mutilació genital femenina maliense.

## Biografia
Descendent de Koumi Djossé, guerrer bambara que va haver de deixar Ségou a causa de la guerra i instal·lar-se en Banan, en el Bougouni, Fatoumata. En la seva família hi ha també artistes músics en diverses generacions. La seva àvia Bazéko Traoré era una cantant que actuava en festes culturals, molt coneguda a la regió de Sikasso, d'on procedeix.
Després d'estudiar secundària va aprendre dactilografia i comptabilitat i després d'un curs per correu de la UNECO de París que formava a encarregats de premsa va aconseguir una beca per estudiar informàtica a París, amb el suport del seu pare, militar. En 1978 va tornar a Mali amb l'objectiu de treballar en Air Mali o en la ràdio nacional. Baba Diarra, en aquella època, ministre de Planificació, l'ajudà a obtenir un lloc en Radi Mali com a secretària de direcció de programes quan tenia 23 anys. Dos anys després va realitzar una prova com a presentadora i va començar a formar-se debutant en programes com "Ménage en musique", es desplaçarà sobre el terreny per realitzar reportatges sobre temes socials al món rural per al programa "Sahel verd" i pocs mesos després va prendre les regnes d'un programa diari de màxima audiència difós en directe de 8 a 10 del matí amb Mory Soumano i Seydou Touré.
En 1983 quan va néixer la televisió a Mali va començar a treballar com a presentadora conduint amb Amy Sow un programa de receptes culinàries i un programa sobre salut dedicat a les dones, a més de continuar treballant en radi amb Badji Touré.
Es va formar com a realitzadora i guionista a França, Mali, Burkina Faso i Costa d'Ivori.
En 1993 va escriure una obra teatral i la hi va mostrar al realitzador Ousmane Sow qui li va aconsellar Cheick Oumar Sissoko, director aleshores del Centre Nacional Cinematogràfic (Cncm) qui la va recolzar per transformar-ho en obra cinematogràfica.
En la ràdio va treballar en una obra teatral radiofònica que va aconseguir el premi RFI titulada "Islam tempête" al costat de l'actriu Maimouna Hélène Diarra.
Va realitzar el seu primer paper com a actriu en una pel·lícula a Falato de Feu Djibril Kouyaté en la qual interpretava el paper de "dolenta". El realitzador li va confessar que la veia en un paper de comediant. El seu següent treball va ser el 1995 amb "Guimba, un tyran une époque" dirigida per Sidi Diabaté, realitzador del centre nacional de cinematografia de Mali.
El 1999 Ngolo dit papi sobre els nens del carrer pel qual va rebre el premi de la cooperació francesa en el Festival de Cinema i Televisió Panafricano de Ouagadougou.
Posteriorment, realitzà diversos documentals, entre ells "La Quête violée" sobre els alumnes de les escoles alcoràniques i "Le Combat de Lalla" sobre la prostitució oculta.
Durant la seva trajectòria no va abandonar el seu treball en la ràdio i el 2005 continuava produint i participant en emissions a la televisió de Mali: un programa sobre la salut dedicat a les dones.
El 2013 va crear l'organització "Don Nata" (El Futur) que dirigeix al costat de Feue Gandoura Cissé, la vicepresidenta. La seva seu està en el Museu de Bamako per donar suport al treball en art de joves creadors.

## Activista contra la mutilació genital
Coulibaly és un referent internacional com a activista en la lluita contra la mutilació genital femenina que ella mateixa i la seva filla han sofert en un país, Mali, en el qual el 90 % de les dones són mutilades. És presidenta de l'associació "BAZEKO" ("benestar"), a més de col·laborar habitualment amb les organitzacions AMSOPT (Associació de Mali per al Seguiment i l'Orientació de Pràctiques Tradicionals) i APDF. Amb freqüència participa en les gires de sensibilització al món rural.
Va començar el seu activisme quan a principis de 1990 va realitzar reportatges per a la ràdio sobre la situació al món rural, trobant-se casos de nenes que havien mort dessagnades després d'haver estat mutilades. El 2002 va donar suport a la creació d'un Centre Nacional de lluita contra l'escissió" a Mali.

El 2004 va assumir el paper de Collé Ardo a la pel·lícula Moolaadé (Protecció) dirigida pel senegalès Ousmane Sembene, en la qual encarna a una dona que inicia una petita revolució al poble en el qual viu quan acull a quatre nenes que són a punt de sofrir la mutilació, un personatge molt similar a ella mateixa. La pel·lícula es va rodar en Burkina Fasso. El paper li va donar projecció internacional més enllà del continent africà.
| «                     | Des que sóc petita he vist a nenes morir a conseqüència de les hemorràgies causades per la mutilació genital. Aquestes morts s'atribuïen als bruixots, devoradors d'éssers humans. Moltes dones que han patit la MGF tenen problemes quan fan l'amor amb els seus marits, perquè els fa mal. Algunes també tenen problemes en el part. En alguns casos, un quist creix en lloc del clítoris seccionat. La mutilació genital és una trava a la vida de la dona. Als problemes de salut que pateixen moltes dones mutilades genitalment se li suma la impossibilitat d'arribar a la plenitud a casa seva. La meva implicació es deu abans de res al fet que sóc dona, mare de família, comunicadora. El meu paper consisteix en sensibilitzar i informar, de manera que les dones puguin saber que la mutilació genital és un mal. Després, els homes també hauran d'entendre que això no és bo ... | » |
| — Fatoumata Coulibaly | |   |

## Filmografia

### Com a actriu
- Falato
- 1995 Guimba, un tyran une époque dirigida per Sidi Diabaté
- 1998 Afrodita, el jardí dels perfums dirigida per Pablo César
- 2004 Moolaadé (Protecció) dirigida per Ousmane Sembene
- 2011 Un pas en avant - Els dessous de la corruption dirigida per Sylvestre Amoussou (Madame Missébo)[6]
- 2012 Tourbillon à Bamako dirigida per Dominique Philippe
- 2012 Voyage donis pierres (curt)

### Com a directora
- 1999 Ngolo dit papi (Burkina Faso)

## Premis i reconeixements
- 1999 Premi de la Cooperació Francesa en el Festival de Cinema i Televisió Panafricano de Ouagadougou per Ngolo di papa (1999)[7]
- 2005 Premi Millor actriu en el Cinemanila International Film Festival per Moolaadé (2004)
- 2005 Nominada pel Chlotrudis Award com a millor actriu per Moolaadé (2004)